# Josip Torbar (tudós)
Josip Torbar (Krašić, 1824. április 1. – Zágráb, 1900. július 26.), horvát katolikus pap, természettudós, pedagógus, politikus, akadémikus, a Jugoszláv Tudományos és Művészeti Akadémia elnöke.

## Élete
Torbar parasztcsaládba született a Zsumberki-hegység déli lejtőin fekvő Krašićon. A középiskolát Károlyvárosban végezte, 1843-tól a zágrábi szemináriumban tanult filozófiát és teológiát. 1849-ben szentelték pappá. A bécsi egyetemen tanult, ahol 1852-ben professzori vizsgát tett. 1850-től 1853-ig a Zágrábi Klasszikus Gimnázium tanára volt, és amikor 1854. november 20-án megnyílt a zágrábi Grič 3. szám alatti reálgimnázium, ott lett a fizika és a természetrajz tanára. 1858. február 16-tól a reálgimnázium igazgatója. Neki köszönhetően 1861. december 1-jén meteorológiai állomás nyílt a gimnáziumban, amely ma is működik. Az állomásról indult a Geofizikai Intézet, az Állami Hidrometeorológiai Intézet és a Szeizmológiai Szolgálat. Rauch Levin bán 1867-ben politikai okokból menesztette a reálgimnázium igazgatói posztjáról. Ivan Mažuranić bán 1873 novemberében visszahelyezte korábbi a pozíciójába. Torbar a maga idejében a természettudományok egyik első népszerűsítője volt. Különféle tudományágakat művelt: biológiát, geológiát, meteorológiát és tudománytörténetet.
Három alkalommal (1861, 1865 és 1875) a horvát parlament képviselőjévé választották, amelyben hazafiként kiállt Horvátország integritása és függetlensége mellett. 1866. május 9-én a horvát parlament felvette a Jugoszláv Tudományos és Művészeti Akadémia első tizenkét tagja közé. 1890-től haláláig a matematikai és természettudományi osztály, valamint az akadémia elnöke volt. Jagić-csal és Račkival együtt a „Književnik” folyóirat elindítója, a „Katolički list” és a „Gospodarski list” folyóiratok szerkesztője. Alapítója és elnöke volt a Horvát Hegymászó Szövetségnek.

## Művei
- Crkvene pjesme za školsku mladež i za puk (1858. társszerző)
- Životinjarstvo, to jest nauk o životinjah (1863.)
- Izvješće o zagrebačkom potresu 9. studenoga 1880. (1882.)
- Autobiografija (1900.)

## Fordítás
Ez a szócikk részben vagy egészben  a   Josip Torbar című horvát Wikipédia-szócikk ezen változatának fordításán alapul.  Az eredeti cikk szerkesztőit annak laptörténete sorolja fel. Ez a jelzés csupán a megfogalmazás eredetét és a szerzői jogokat jelzi, nem szolgál a cikkben szereplő információk forrásmegjelöléseként.